# مغوئیه (رفسنجان)
مغوئیه، روستایی از توابع بخش مرکزی شهرستان رفسنجان در استان کرمان ایران است.این روستا قدمتی بالای 2500 سال دارد و تاریخ ان به موبدان فراری تخت جمشید باز میگردد 

## جمعیت
این روستا در دهستان سرچشمه قرار دارد و براساس سرشماری مرکز آمار ایران در سال ۱۳۸۵، جمعیت آن ۲۶ نفر (۱۱خانوار) بوده‌است.